# Tenguel
Tenguel es una parroquia rural del cantón Guayaquil de la provincia del Guayas en el Ecuador. Esta parroquia se encuentra aproximadamente a unos 90 km al sursudeste de la cabecera cantonal, la ciudad de Guayaquil (142 km en vías). Tenguel limita al norte con el cantón Balao, al sur con el Cantón El Guabo de la provincia de El Oro, al este con la provincia Azuay y, al oeste con el océano Pacífico. Su santo patrono es San Francisco de Asís. Su población aproximada es de 13.000 habitantes.
La parroquia es un exclave del cantón Guayaquil. Durante sus primeros años, la población fue una hacienda dedicada a la ganadería y la agricultura. Fue parroquializada el 12 de julio de 1893, ratificada el 23 de julio de 1971, y oficializada el 4 de agosto del mismo año.

## Historia
Las primeras referencias sobre Tenguel provienen de un informe del regidor de Guayaquil Vicente Gorostiza, dirigido al gobernador de Guayaquil Ramón García de León y Pizarro en 1780, en el que detalla el cultivo de  cacao en esta zona, aunque minimiza su fertilidad y la califica se «manglares, pantanos, tembladeras y lomas», con el fin de pagar menos en concepto de impuestos.
A comienzos del Estado del Ecuador, se instaló en el sector el señor Luis Alberto Flores, quien formó una hacienda dedicada a la ganadería y la agricultura. La hacienda Tenguel pasó a manos de la familia Jijón y Caamaño, a través de los Arteta, pues a fines del siglo XVIII, la hacienda perteneció a Pedro José Arteta. Posteriormente, la familia Stagg Caamaño heredó Tenguel.
La aristocracia guayaquileña controló la hacienda, el cual llegó a tener aproximadamente 3 000 000 de árboles de cacao, cientos de casas y edificios para los peones. Los Stagg Caamaño también poseían en Tenguel, un ingenio azucarero, extensas plantaciones de café y se utilizaban arados de disco, un sistema ferroviario de tipo decauville, siembra por manguereo, etc. Sus dueños protagonizaron el segundo boom cacaotero, cuando el Ecuador se insertó definitivamente en el capitalismo.
Fue parroquializada el 12 de julio de 1893, durante la presidencia de Luis Cordero Crespo, mediante ordenanza del Concejo de Guayaquil presidido por el señor Carlos García Drouet. Sin embargo, luego de varios años, el 23 de julio de 1971 fue ratificada esta resolución, y publicada en el Registro Oficial n.º 281 del 4 de agosto del mismo año.

## División territorial
Tenguel, además de su cabecera parroquial, tiene 7 recintos: San Rafael, Conchero, La Esperanza, San Francisco, Israel, Buena Vista y Pedregal. La mayor parte de la parroquia está dedicada a actividades bananera, cacaotera y camaronera.